# 헤일로 궤도

헤일로 궤도를 도는 물체는 L_{1}, L_{2}, 또는 L_{3} 라그랑주점을 중심으로 공전한다.

헤일로 궤도(영어: halo orbit)는 궤도 역학의 삼체 문제에서 등장하는, L1, L2, L3 라그랑주점 근처의 주기적인 3차원 궤도를 말한다. 라그랑주점은 그저 빈 공간에 존재하는 가상의 지점이지만, 특이하게 이 점 주위를 돌 수 있으며, 이 궤도를 헤일로 궤도라 한다. 헤일로 궤도는 두 천체 간의 중력 상호작용과 코리올리 효과, 우주선의 원심력이 종합되어 나타나는 결과이다. 헤일로 궤도는 어떠한 삼체계에서도 존재하며, 예시로 태양-지구계나 지구-달계가 있다. 헤일로 궤도는 불안정하기 때문에, 우주선을 헤일로 궤도에 올리려면 계속해서 궤도 수정을 가해줘야 한다.

## 정의 및 역사
로버트 W. 파커는 1968년 자신의 논문에서 "헤일로"라는 명칭을 처음으로 사용하였다. 파커는 달 반대편의 L2 헤일로 궤도에 인공위성을 올리면 항상 지구와 달 반대편에서 인공위성을 볼 수 있기 때문에, 달 반대편에서 진행될 아폴로 탐사선들의 통신을 중계하자고 주장하였다. 하지만 결과적으로 달 반대편 통신위성과 달 반대편 아폴로 계획 중 어느 것도 발사되지 못했다.
파커는 분석적인 방법으로 헤일로 궤도를 추정했지만, 이후 캐슬린 하월은 수학적인 방법으로 더 정확한 궤도를 계산해내었다.

## 이용
최초로 헤일로 궤도를 이용한 탐사선은 1978년에 발사된 국제 혜성 탐사선으로, L1 지점에서 몇 년간 지냈다. 그 다음은 유럽 우주국과 미국 항공우주국의 합작인 태양 탐사선 소호로, 1996년 국제 혜성 탐사선이 사용하였던 L1 궤도에 도착하였다.
그 후로도 몇몇 탐사선들이 라그랑주점으로 향했음에도 불구하고, 이 탐사선들은 정확히는 헤일로 궤도가 아닌, 헤일로 궤도의 비(非)주기적 버전인 리사주 궤도를 이용하였다.

## 같이 보기
- 리사주 궤도